# Alves (apellido)
Apellido de orígenes diversos con una gran presencia en Brasil en la actualidad.

## Origen

### Origen portugués
Los primeros registros de este apellido proceden de Portugal, si bien también existe constancia temprana en España, precedido de "de".
Hay discrepancia en las fuentes sobre si dicho origen podría ser patronímico, derivado del nombre Álvaro (que proviene del germano "all" "wes", "todo cierto"), recortado a partir de Alvares, o toponímico, procedente de la localidad marroquí de Ves.

##### Escudo de armas
En azur, una muralla de oro, y, entre sus almenas, asoman tres caballeros vestidos de plata.

### Origen escocés
Existe otra variante procedente de Escocia. 
La familia Alves habitaba el lugar donde ahora se halla Moray, en los Montes Grampianos, Escocia,  desde el s. IX.
Su apellido derivaría del gaélico "ailbhe", que vendría a significar "la tierra de las rocas rodantes" o, como dicen las autoridades, "roca dura".
Se pronunciaría como una única sílaba.

## En Brasil
El apellido es muy habitual en Brasil, llegando a ser el cuarto apellido más frecuente del país.
Esta frecuencia se da desde muy temprano, y uno de los posibles motivos pudo ser como derivado del apellido de su conquistador, Pedro Álvares Cabral, que se habría acortado a Alves y continuando con la colonización portuguesa del país en los siglos siguientes.